# Vica Kerekes
Éva (Vica) Kerekes (Fiľakovo, 28 maart 1981) is een Slowaaks actrice.
Kerekes werd geboren als de dochter van een etnisch Hongaarse moeder en een Slowaaks-Hongaarse vader. Na haar studie aan de toneelschool van Bratislava, verhuisde ze naar Boedapest. Daar leerde ze haar man kennen, de Hongaarse kunstenaar Csaba Vigh. Ze maakte haar debuut op het witte doek met de Slowaakse film Konečná stanica (2004). Ze is in het buitenland vooral bekend om haar rol in de Tsjechische film Muži v naději (2011). 

## Filmografie (selectie)
- 2004: Konečná stanica
- 2007: A kísértés
- 2008: Nestyda
- 2008: Mázli
- 2008: Bakkermann
- 2009: Nedodržaný sľub
- 2009: Szuperbojz
- 2010: Dešťová víla
- 2011: Muži v naději
- 2012: 7 dní hříchů
- 2013: Nekem Budapest
- 2013: Isteni műszak
- 2013: Příběh kmotra
- 2013: Křídla Vánoc
- 2014: Něžné vlny
- 2014: Couch Surf
- 2014: Zejtra napořád
- 2017: Milada
- 2020: Resistance